# 四合乡 (井研县)
四合乡，是中华人民共和国四川省乐山市井研县曾经下辖的一个乡。2019年12月，撤消四合乡，将其所属行政区域划归马踏镇管辖。 

## 行政区划
四合乡撤销前下辖以下地区：
四合街社区、劳动村、里仁村、大山村、齐心村、四合村和石桅村。